# Youth (canción de Foxes)
«Youth» —en español: «Juventud»— es una canción de la cantante y compositora inglesa Foxes. Formó parte de su álbum debut Glorious, editado a mediados de 2014. La canción fue lanzada como descarga digital en Irlanda el 6 de septiembre de 2013, y en el Reino Unido el 27 de octubre de 2013. La canción alcanzó el puesto número 12 en el Reino Unido y el 21 en la lista de sencillos irlandesa. La canción fue originalmente lanzada en el año 2011, con un remix de Adventure Club, pero fue editada oficialmente dos años después. Cuando la canción fue lanzada digitalmente, encabezó las listas de Reino Unido de iTunes.

## Lista de canciones
| Descarga digital |                              |          |  |
| N.º              | Título                       | Duración |  |
| 1.               | «Youth»                      | 4:21     |  |
| 2.               | «Youth» (Radio Edit)         | 3:44     |  |
| 3.               | «Youth» (Breakage Remix)     | 4:28     |  |
| 4.               | «Youth» (Seamus Haji Remix)  | 6:37     |  |
| 5.               | «Youth» (Danny Howard Remix) | 5:09     |  |

| Reino Unido – Remix EP |                                |          |  |
| N.º                    | Título                         | Duración |  |
| 1.                     | «Youth» (Adventure Club Remix) | 3:59     |  |
| 2.                     | «Youth» (Le Youth Remix)       | 3:56     |  |
| 3.                     | «Youth» (Jakob Liedholm Remix) | 5:30     |  |
| 4.                     | «Youth» (Maze & Masters Remix) | 5:40     |  |

| Descarga digital (Versión orquestal) |                      |          |  |
| N.º                                  | Título               | Duración |  |
| 1.                                   | «Youth» (Orchestral) | 3:09     |  |

| Estados Unidos – Remixes EP |                                     |          |  |
| N.º                         | Título                              | Duración |  |
| 1.                          | «Youth» (Disco Fries Remix)         | 5:53     |  |
| 2.                          | «Youth» (Liam Keegan Remix)         | 5:51     |  |
| 3.                          | «Youth» (Funk Generation Club Mix)  | 5:52     |  |
| 4.                          | «Youth» (Varsity Team Extended Mix) | 4:57     |  |

## Posicionamiento en listas
| País           | Lista (2013)                | Mejor posición | Ref.  |
| -------------- | --------------------------- | -------------- | ----- |
| Bélgica        | Ultratip flamenca           | 26             | [ 4 ] |
| Escocia        | The Official Charts Company | 7              | [ 5 ] |
| Estados Unidos | Dance Club Play Songs       | 1              | [ 6 ] |
| Irlanda        | Irish Singles Chart         | 21             | [ 7 ] |
| Reino Unido    | UK Singles Chart            | 12             | [ 8 ] |

### Sucesión en listas
| Anterior: «Electricity & Drums (Bad Boy)» de Audé con Akon & Luciana | Billboard Dance Club Songs — Sencillo Nro 1 30 de noviembre de 2013 — 6 de diciembre de 2013 | Siguiente: «Stay the Night» de Zedd con Hayley Williams |